# Pázmándy Dénes (1781–1854)
Szomori és somodori idősebb Pázmándy Dénes (Kömlőd, 1781. március 10. – Baracska, 1854. február 1.) közélelmezési felügyelő, 1848-49-ben megyei főispán és a főrendiház tagja. Pázmándy Dénes (1816–1856) politikus apja.

## Élete
Pázmándy János megyei táblabíró és baracskai Szűcs Terézia fia. Középiskolai tanulmányait 1788-ban Pozsonyban az evangélikus líceumban kezdte, a jogiakat a pesti egyetemen 1797-ben végezte és a hazai jogot, melyhez főképen vonzódott, a nagynevű Kelementől hallgatta. 1800-ban és 1801-ben a szokásos patvariát és jurateriát elvégezve, 1802-ben ügyvédi vizsgálatot tett és Komárom vármegye szolgálatába lépett; 1802-ben alügyész, az 1806. és 1810. évi tisztújításokon előbb al-, majd főszolgabíró lett.
Az 1825. évi országgyűlésre Komárom megye részéről követté választatott és ezután folyvást a törvényhozás mérsékelt ellenzékének tekintélyes tagja maradt. Már első követsége alatt, az 1825-27. évi hosszú és elég viharos országgyűlésen, alapos törvénytudományával, politikai bölcsességével, szilárd hazafiúi jellemével és szónoki tehetségével kitűnt, többek közt sürgette a magyar nyelv fölvirágoztatását. Vármegyéje 1828-ban első alispánná és a következő 1830., 1833. és 1839. országgyűlésekre ismét követévé, helvét vallású hitfelei pedig 1837-ben a dunántúli református egyházkerület világi főgondnokává választották.
1848-ban a magyar alkotmányos kormány Fejér vármegyei főispánná nevezte ki és mint ilyen a főrendiház tagja is lett az országgyűlés folyama alatt. A viharok és veszélyek válságos idejében, mint a rendes kormányt pótló Országos Honvédelmi Bizottmány egyik főrendi tagja vett részt annak tanácskozásaiban. A harc kitörése után a forradalmi elvekkel különben sem rokonszenvező, testi erejében már megtört aggastyán visszavonult baracskai birtokára, ahol Fejér vármegyei főispánsága óta lakott, és Debrecenben már nem volt jelen.